# Nokia N8

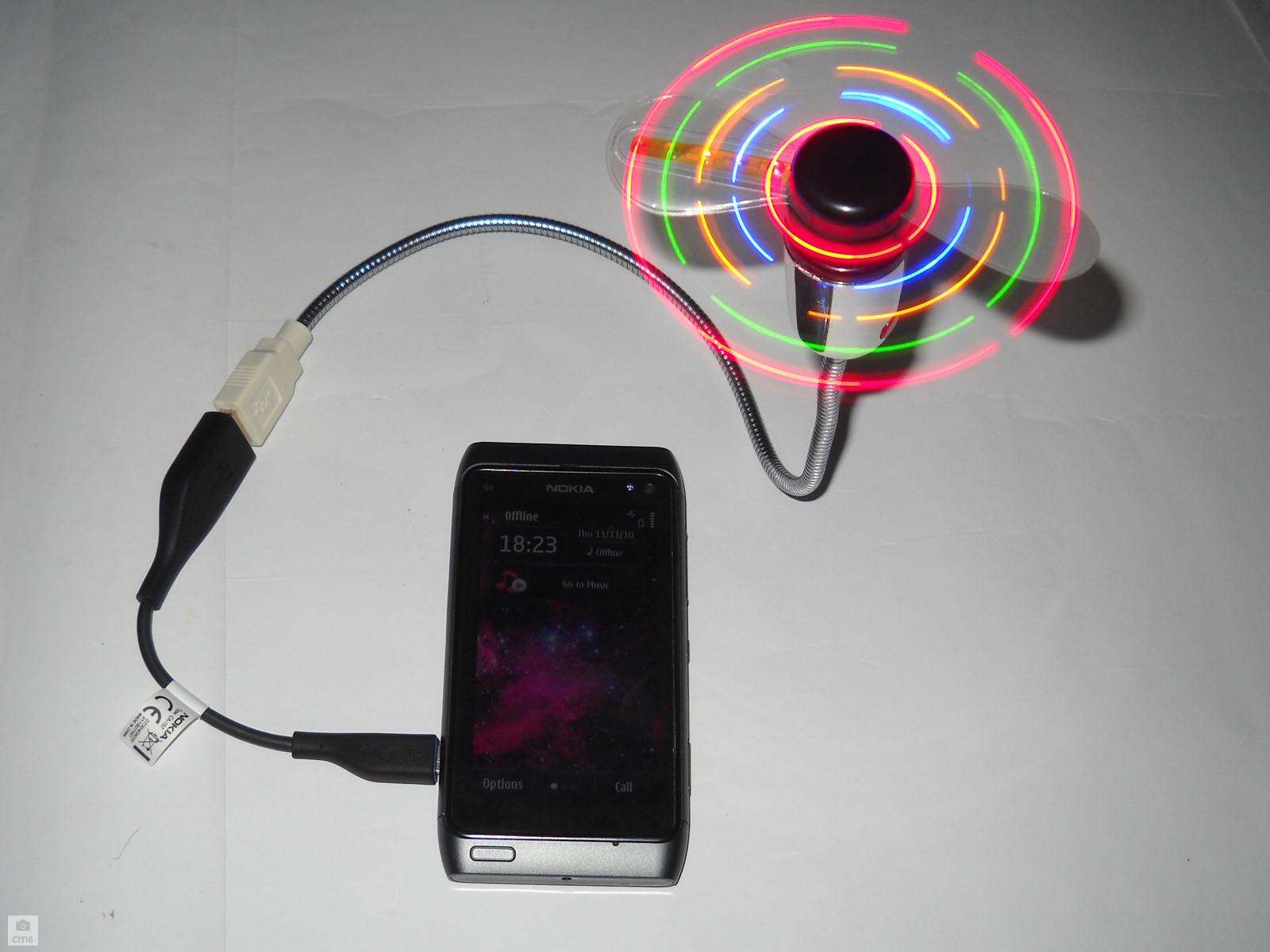
Nokia N8 с USB вентилятором

Nokia N8 (до выхода именовался, как Nokia N98) — смартфон с сенсорным экраном, разработанный Nokia. Анонсированный 27 апреля 2010 года Nokia N8 стал первым устройством, работающим на мобильной операционной системе Symbian^3, и флагманским устройством компании в этом году. Он был выпущен 30 сентября 2010 года в интернет-магазине Nokia, а 1 октября 2010 года был выпущен на рынках по всему миру. Было выпущено две версии: N8 и N8-00. N8 был создан для Vodafone и привязан к его сетям, а N8-00 был создан Microsoft и с открытой сетью.
N8 имеет 3,5-дюймовый AMOLED-дисплей с 16 гигабайтами памяти и оснащен 12-мегапиксельной камерой. вспышкой (например, Nokia N82), с очень большим размером сенсора 1/1,83 дюйма (больше, чем у большинства компактных камер того времени), а также имел FM-передатчик. Среди возможностей подключения есть выход HDMI, USB On-The-Go и Wi-Fi 802.11 b/g/n.
N8 был важным устройством для Nokia в борьбе с растущей конкуренцией в индустрии смартфонов, и обновленное программное обеспечение Symbian^3 также имело большое значение. Устройство несколько раз откладывалось, перенося дату выпуска на несколько месяцев, что негативно сказалось на компании. Несмотря на неоднозначные взгляды на программное обеспечение Symbian, аппаратная сборка N8 и качество камеры были очень хорошо приняты, и многие назвали его «лучшим телефоном с камерой». N8 также станет последним флагманским устройством Nokia под управлением Symbian из-за Nokia Lumia 800 в 2011 году, которая работала на программном обеспечении Windows Phone. Последний смартфон на Symbian, Nokia 808 PureView, появился в 2012 году.

## История
Предыдущим флагманским телефоном в Nseries был N97, который подвергался критике за первоначальные проблемы с прошивкой. Ансси Ванйоки, исполнительный вице-президент Nokia по рынкам, сказал в интервью, что контроль качества программного обеспечения будет лучше, чем для N97. Восприятие N97 было крайне негативным и запятнало имидж компании на рынке. N8 был первым устройством с операционной системой Symbian^3. Первоначально запланированный на второй квартал 2010 года, N8 был перенесен на третий квартал, и окончательно выпущен 30 сентября 2010 года из-за «последних поправок». N8 стал продуктом с наибольшим количеством предварительных заказов клиентов в истории Nokia до момента его выпуска, а продажи в четвертом квартале 2010 года оценивались почти в 4 миллиона.
Предыдущим телефоном Nokia с упором на фотографию был N86 8MP с 8-мегапиксельным сенсором, который стал доступен в июне 2009 года.
N8 была второй Nokia с емкостным сенсорным экраном после X6 и первой с мультитач.

## Характеристики

### Размеры
- Размер (ШxВxТ):59x114x13 мм[23]
- Вес (с батареей): 135 г.
- Объём: 86 см³.

### Аппаратное обеспечение
- Процессор ARM11 680 MГц.
- Медиапроцессор Broadcom bcm2727 (GPU @ 200 MHz with 32 MB) с графическим ядром OpenGL-ES 2.0 (способен обрабатывать 32 млн треугольников в секунду).
- 16 ГБ внутренней памяти.
- Гнездо для карты памяти MicroSDHC ёмкостью до 32 ГБ (неофициально до 64 ГБ).
- 256 МБ SDRAM.
- FM-радиоприёмник.

### Батарея несъёмная
Батарея, согласно официальной информации от Nokia, не может быть заменена пользователем. Однако заменить её легко: достаточно лишь открутить 2 винта по бокам, снять пластмассовую крышку, аккуратно снять держатель батареи и за специальный держатель вынуть батарею. Стоит, однако, учесть, что снятие батареи в течение гарантийного срока ведёт к утрате гарантии. Хотя доказать, что это произошло, будет очень сложно (при аккуратной разборке).
- Батарея BL-4D 1200 mAh Li-Ion, при большом желании можно установить и усиленную батарею от различных производителей тем самым увеличив время его работы.
- В режиме разговора (максимум):
  - GSM — 720 мин;
  - WCDMA — 350 мин.
- В режиме ожидания (максимум):
  - GSM — 390 ч;
  - WCDMA — 400 ч.
- В режиме разговора Интернет вызова (максимум):
- IP-Телефония-780 мин.
- В режиме ожидания (максимум)
- IP-Телефония-900 мин.
- Воспроизведение видео (H.264 720p, 30 fps): максимум 6 ч (через HDMI к телевизору).
- Видеозапись (H.264 720p, 30 fps): 3 ч 20 мин.
- Видеовызов: максимум 160 мин.
- Воспроизведение музыки:
  - Через наушники: максимум 55 ч.
  - Через громкую связь: максимум 4 часа.

### Сеть передачи данных
- GPRS/EDGE Class B, multislot class 33.
- HSDPA Cat9, максимальная скорость до 10,2 Мбит/с; HSUPA Cat5, максимальная скорость до 2,0 Мбит/с.
- IEEE WLAN 802.11 b/g/n.
- Поддержка TCP/IP.
- Способен выполнять функции модема.
- Поддержка синхронизации контактов, календаря и примечаний для MS Outlook.

### Возможности соединений
- Bluetooth 3.0.
- mini-HDMI.
- Разъём 2 мм для зарядного устройства.
- MicroUSB (возможна зарядка).
- USB 2.0.
- 3,5 мм Nokia AV.
- FM-передатчик.
- Wi-Fi: 802.11b/g/n (WAPI, WPA, WPA2, WEP).

### Рабочая частота
- GSM/EDGE 850/900/1800/1900.
- WCDMA 850/900/1700/1900/2100.
- Автоматическое переключение между группами WCDMA и GSM.
- Режим полёта (автономный).

## Программное обеспечение и приложения

### Программное обеспечение и пользовательский интерфейс
N8 стал первым устройством с операционной системой Symbian³. Выход Symbian³ был намечен на второй квартал 2010 года, но был перенесён на третий квартал.  В дальнейшем обновлялся на новые версии операционной системы Symbian под обозначениями Anna и Belle.
Другое программное обеспечение, используемое в Nokia N8:
- Java MIDP 2.3.
- Qt (framework) 4.8.2, Web Runtime 8.3.
- HTML5.
- Software updates Over the Air (FOTA) and over the internet
- Flash Lite 4.0.
- OMA DM 1.2, OMA Client provisioning 1.1.

### Приложения
- «Сообщения», «Карты Nokia», WebTV, электронная почта, социальные сети.

### Управление личной информацией
- Детальная контактная информация.
- Календарь.
- Примечания.
- Диктофон.
- Калькулятор.
- Часы.

## Коммуникации

### Электронная почтаи передача сообщений
- Email-клиент с поддержкой изображений, видео, музыки и документов формата .doc, .xls, .ppt, .pdf и .zip.
- Поддержка HTML для электронной почты.
- Клиент с поддержкой электронной почты: Yahoo! mail, Gmail, Windows Live Messenger, Hotmail, Mail For Exchange, IBM Lotus Traveler и другие популярные POP/IMAP-сервисы.
- Редактирование документов Microsoft Office.
- Виджет электронной почты для главного экрана.
- Поддержка чата для: OVI Chat, Yahoo!, AIM, Windows Live Messenger, Gtalk, MySpace.
- Редактор SMS- и MMS-сообщений.
- Функция поддержки речи для SMS.
- Объединение почтовых аккаунтов с помощью Nokia Messaging.

### Управление вызовами
- Контакты: продвинутая база данных контактов с расширенным описанием телефонных номеров и электронной почты.
- Улучшенный поиск контактов.
- Голосовые команды.
- Списки входящих, исходящих и пропущенных вызовов.
- Конференц-связь.
- Громкая связь.
- Видео вызов.
- Интернет вызов. услуга В России SIPNET-телефония

## Интернет
- Полноценный просмотр веб-страниц.
- Поддерживаемые языки: HTML, XHTML MP, WML, CSS, HTML5.
- Поддерживаемые протоколы: HTTP v1.1, WAP.
- Поддержка TCP/IP.
- Просмотр истории, поддержка HTML, JavaScript, Flash Lite 4.0 и поддержка Flash Video.
- Nokia Mobile Search.
- Поддержка RSS.
- Поддержка онлайн-видео.
- Поддержка Facebook и Twitter через OVI на главном экране.
- Сетевые события, видимые в телефонном календаре.

## Навигация
- Интегрированный GPS, с возможностями A-GPS.
- «Карты Nokia» (более ранние версии — Ovi) для автомобилей и пешеходов (бесплатно и на весь срок службы устройства).
- Поиск Wi-Fi.
- Цифровой компас и акселерометр для более подробной информации о местонахождении.
- Возможность загрузки карт в память устройства с помощью Nokia Map Loader.

## Фотографии

### Камера
- 12-мегапиксельная камера с оптикой Carl Zeiss состоит из пяти стеклянных линз и имеет оптическую схему Tessar или, как её ещё называют, «Орлиный глаз».
- Ксеноновая вспышка.
- Фокусное расстояние: 5,9 мм.
- Отверстие объектива: F2.8.
- Полноэкранный видоискатель формата 16:9 с лёгкими в использовании настройками.
- Размер матрицы камеры: 1/1,8″ (что больше мыльниц топ-класса)
- Размер одного пикселя матрицы 1,75 микрон. Данная матрица является самой большой матрицей в мобильном устройстве при таком размере пикселя.
- Формат файла изображений: JPEG/EXIF.
- Цифровой zoom: в фото — 2х, в видео — 3х (без потери качества)
- Вторая (фронтальная) камера для видеозвонков (VGA, разрешением 640×480 пикселей).
- Распознавание лица.
- Автофокус.

## Видео

### Видеокамера
В телефоне установлено две камеры:
1) Главная камера:
- Видеозахват 720p, 30 fps+ с кодеками H.264, MPEG-4, 12 Мбит/с.
- Настройки для картины, света, баланса белого цвета и цветовой гаммы.
- Запись стереозвука, кодек AAC, 128 кбит/с.
- Автофокус во время съёмки.

2) Вторая (фронтальная) VGA-камера для видеозвонков.

### Воспроизведение видеозаписей
Видео проигрывается на HDTV через HDMI-кабель — 720p, 30 fps.
- Звук Dolby Digital Plus проигрывается через HDMI-кабель.
- Поддержка загрузки видеозаписей и стрим-видео.
- Программное обеспечение для редактирования видеозаписей.
- Доступ к последней просматриваемой видеозаписи.
- Видеоприложения: сохранения понравившихся видеозаписей.
- WebTV-виджет для просмотра локального и глобального интернет-телевидения.
- Видеокодеки и контейнеры.
  - 3GPP-форматы: (H.263),DivX, XviD, D-1, Flash Video, H.264/AVC, MPEG-4, RealVideo 10, Sorenson Spark, VC-1, VP6, WMV 9
  - .mp4, .mpg4, .mpeg4, .m4v, .m4a, .3gp, .3gpp, .rm, .rv, .rmvb, .3g2, .avi, .mkv, .ra, .wmv, .asf, flv.
- Поддержка флеш-видео.
- Просмотр видеороликов на YouTube.
- Видеозвонки (при имеющейся WCDMA-сети).

### Музыкальные особенности
- Интерфейс Cover Flow для музыкальной коллекции.
- Сервис Comes with Music для некоторых рынков мира.
- Nokia Music Player.
- Магазин OVI Music.
- Музыкальные кодеки и форматы: .amr(nb/wb), .au, .aac, .awb, .dcf, .dm, .mid, .midi, .mxmf, .mp3, .m4a, .mp4, .ra, .ram, .rpm, .rmf, .spmid, .wav, .wma, .3gp, .3g2.
- Максимальный битрейт для формата MP3 — 320 кбит/с.
- В DRM поддержка WM DRM, OMA DRM 2.00/

### Радио
- FM-радио со стереозвуком (87,5—108 МГц). В первом выпуске был доступен также поиск радиостанций на частотах 56—87 МГц, впоследствии их убрали.
- FM-передатчик мощностью 2 Вт (музыка из телефона воспроизводится на FM-приёмниках в радиусе 20 метров от устройства на открытых площадях и в радиусе 5 метров в помещениях).

## Продвижение
Чтобы подчеркнуть возможности камеры Nokia N8, в октябре 2010 года Nokia сняла короткометражный фильм «Пассажир». Семиминутный фильм, снятый братьями МакГенри, с Дев Пателем, Эдом Вествиком, Чарльзом Дэнсом и Памелой Андерсон в главных ролях, на камеру телефона 720p. Для продвижения телефона в Испании они также сняли короткое видео со светящимися марионетками под названием «Узел любви».
Телефон также использовался для съемок видеоклипа Drums of Death "Won't Be Long".
Используя технологию CellScope, Nokia также выпустила еще один фильм под названием «repdex», который они позиционировали как самый маленький в мире персонаж покадровой анимации.
Устройство также появилось в популярном телешоу Showtime «Декстер» и сериале BBC Hustle, а также в фильме «Трон: Наследие». Это также телефон, который Сара Лунд использует в третьей серии «Убийства».
В азиатских странах он продвигался по-разному через вымышленного персонажа Пьера Роксаса в проекте Nokia Gener8 от Young & Rubicam Philippines. Он также появился в ток-шоу GMA Startalk для продвижения устройства.
В конкурсе «Nokia Shorts 2011» приняли участие 8 короткометражных фильмов, снятых на Nokia N8. Победителем стал «Splitscreen: A Love Story».
В независимом фильме «Оливка», который является первым полнометражным фильмом продолжительностью около 90 минут, полностью снятым на мобильный телефон, используется Nokia N8 вместе со старомодной насадкой для видеокамеры с 35-мм объективом, сделанной специально для этого устройства, и чтобы обмануть аудиторию, не понимая, что это было сделано из Nokia N8.

## Проблемы
Замечена проблема в работе датчика приближения, который должен отключать сенсорный экран во время разговора во избежание случайного нажатия. Позже она была исправлена в обновлении прошивки.
Также в некоторых партиях аппаратов были отмечены дефективные матрицы экранов, при котором на минимальной яркости вместо серого оттенка отображался розово-фиолетовый, а также рваный переход от чёрного к серому. Надо сказать, что этот случай не являлся гарантийным и отзыв и замены не производились из-за слабой выраженности проблемы.
После обновления программного обеспечения до Symbian OS N8 перестаёт читать большинство видеоформатов из заявленного перечня (у большинства пользователей перестали воспроизводиться файлы формата .flv и некоторые .avi и .mkv). Проблема частично решена с выпуском Nokia Belle Refresh.
Проблема переполнения памяти SDRAM емкостью 256 Мб решается только сбросом до заводских настроек и форматированием памяти. Конечно же, предварительно необходимо выполнить резервную копию для последующего восстановления всех необходимых данных.